# Sveti Petar
Sveti Petar (aramejski Kefa, grčki Petros, latinski Petrus: stijena), jedan od dvanaest apostola, rimski biskup i prvi papa, kršćanski svetac.

## Životopis

### Novozavjetni spisi
Nakon Isusa Krista, sv. Petar je najpoznatiji i najčešće spominjani lik u novozavjetnim spisima. Rođen je u židovskoj obitelji Jone (Ivana) u Betsaidi, gradiću sjeverno od Galilejskog jezera, a živio je u kući u blizini jezera u Kafarnaumu. Bavio se ribarenjem, zajedno s bratom Andrijom, te Ivanom i Jakovom, Zebedejevim sinovima. Prema evanđeljima, Petra je Isus zapazio dok je lovio ribu i rekao mu: »Pođi za mnom... učinit ću te ribarom ljudi.«  Petar je ipak ostao nagle naravi te se znao i suprotstaviti Isusu, osobito kada nije bio spreman prihvatiti Isusov kraj na križu. Zvao se Šimun, dok ga Isus nije prozvao Petar, što na grčkom znači Stijena, kako bi označio njegovu vodeću ulogu u Crkvi. To se dogodilo nakon što je Isus upitao apostole: »A vi, što vi kažete, tko sam ja?«, a Petar mu je rekao: »Ti si Krist-Pomazanik, Sin Boga Živoga.« Petar je kasnije postao rimski biskup i prvi papa. Postao je jedan od dvanaest apostola, kao i njegov brat Sveti Andrija. Petar je bio i jedan od prvih svjedoka praznoga Isusovog groba nakon uskrsnuća, te jedan od onih kojima se uskrsli Krist najprije ukazao.
Djela apostolska izvješćuju da je Petar bio prisutan kod silaska Duha Svetoga o prvim Duhovima te je počeo držati govore koji su obraćali tisuće ljudi. U toj se knjizi također čita kako je liječio bolesnike, pa su ih ljudi iznosili na trgove da Petrova sjena padne na njih i budu izliječeni. 
Zbog svoga je propovijedanja bio bačen u tamnicu. Herod Antipa htio ga je drugi dan pogubiti te tako pridobiti narod za sebe, no Petra je anđeo između četiri stražara izveo kroz vrata, odveo do Markove kuće, gdje je prva Crkva cijelu noć molila za njega. Petar je potom otišao iz Jeruzalema i tako se spasio. Potaknut viđenjem, odlazi u Cezareju rimskom građaninu Korneliju, ulazi u njegovu kuću, makar to po židovskom zakonu nije smio, te mu navješćuje evanđelje. U Djelima apostolskim to je prikazano kao važna prekretnica u kršćanstvu, jer je tako prvi put ono izašli izvan židovskoga kruga. Petar je propovijedao i u Antiohiji, a osobito je važna bila njegova uloga na prvom jeruzalemskom apostoslokom saboru, kad je odlučeno da se od pogana koji prijeđu na kršćanstvo neće tražiti da obdržavaju sav židovski zakon.

### Kršćanska predaja
Zbog njegova boravka u Antiohiji tamošnja ga Crkva vidi svojim prvim biskupom i zaštitnikom Antiohijskog patrijarhata. Propovijedao je po Maloj Aziji. Drevna kršćanska predaja govori o Petrovu boravku u Rimu, gdje je bio prvi biskup carskoga grada. Predaja govori kako je bio optužen da je bacio uroke na jednu od carevih ljubavnica. Na nagovor prijatelja odlučio je pobjeći iz grada, no na putu mu se ukazao Isus. Petar ga je upitao: "Kamo ćeš, Gospodine?" Isus mu je odvratio: "U Rim, da me opet razapnu!" Petar je to shvatio kao znak Božje volje, vratio se u Rim i bio uhićen i bačen u tamnicu. Ondje je oko 64. godine podnio i mučeništvo. Bio je osuđen na smrt razapinjanjem na križu, no kako se nije smatrao dostojnim smrti jednake Isusovoj, tražio je svoje mučitelje da križ okrenu naopako, što je i učinjeno. Otada se takav križ naziva Petrovim križem. Predaja mu također pripisuje duhovnu kćer, Petronilu.

## Djela
- Prva Petrova poslanica
- Druga Petrova poslanica

Apostolu Petru predaja pripisuje i desetak apokrifnih spisa.

## Prvenstvo u Crkvi
Prvenstvo apostola Petra i njegovih nasljenika na rimskoj biskupskoj stolici ne priznaju nekatoličke Crkve.

## Štovanje
i 
U katoličkom kalendaru sveti Petar štuje se skupa sa svetim Pavlom, a njihov se blagdan slavi 29. lipnja. Obično ga se u kršćanskoj ikonografiji prikazuje s ključevima u rukama, jer mu je Isus u evanđelju predao ključeve kraljevstva nebeskog. Zaštitnik je Crkve, Rima, papa, ribara, pekara, mesara, graditelja mostova, urara, postolara, gladnih, zidara, brodograditelja i mnogih mjesta širom svijeta. Uz to, 22. veljače slavi se Katedra Sv. Petra, kao znak jedinstva Crkve.
Ime apostola Petra koristi se i u raznim izrazima vezanima uz Crkvu i papinstvo: "Petrova stolica" (Cathedra sancti Petri, Apostolska stolica), "Petrova lađa" (Katolička Crkva), Patrimonij (baština) sv. Petra (srednjovjekovni naziv za papinske posjede), "Petrov novčić" (Petrov obol ili Petrov dinar, novčani iznos koji vjernici daruju rimskom biskupu kao Petrovu nasljedniku).
Po svetom Petru nazvano je mnogo lokaliteta i crkava u svijetu. Najveća od njih je bazilika Svetog Petra u Rimu. U Hrvatskoj, između ostalih, postoji mjesto u Istri, Sveti Petar u Šumi, gdje pavlini imaju samostan. U Prigorju postoje općinska središta Sveti Petar Čvrstec i Sveti Petar Orehovec, također postoji naselje u Ogulinu nazvano Sveti Petar. Po Svetom Petru nazvani su svjetionici, otoci i naselja na Jadranu. Kod Splita se nalazi Sumpetar, a na Braču naselje Supetar. Sjeverno od Dubrovnika nalazi se Petrovo Selo. U Župi dubrovačkoj nalazi se naselje Petrača. U Osječko-baranjskoj županiji, odnosno u Baranji nalazi se mjesto Baranjsko Petrovo Selo.
Mnogi umjetnici bili su nadahnuti životom i djelovanjem apostola Petra. Poznat je roman poljskoga književnika Henryka Sienkiewicza Quo vadis u kojem je apostol Petar jedan od likova. Hrvatski konventualac Celestin Tomić napisao je knjigu Počeci Crkve – Petar prvak apostolski.

## Vanjske poveznice
Sestrinski projekti
|  | Zajednički poslužitelj ima stranicu o temi Sveti Petar    |
|  | Zajednički poslužitelj ima još gradiva o temi Sveti Petar |
|  | Wikicitati imaju zbirke citata o temi Sveti Petar         |